# Municipio de Santiago Jamiltepec
El municipio de Santigo Jamiltepec es uno de los 570 municipios en que se divide para su régimen interior el estado mexicano de Oaxaca. Localizado en la costa del océano Pacífico, su cabecera es la población del mismo nombre.

## Geografía
Santiago Jamiltepec está localizado en el suroeste del territorio de Oaxaca, en la costa de océano Pacífico, pertenece por tanto a la región Costa y al distrito de Jamiltepec. Tiene una extensión territorial de 640.089 kilómetros cuadrados que equivalen al 0.68% de la superficie total de Oaxaca y sus coordenadas geográficas extremas son 15°59′ - 16°28′ de latitud norte y 97°35′ - 97°55′ de longitud oeste. Se encuentra situado desde la costa y su planicie hasta las primeras estribaciones la Sierra Madre del Sur en su extremo norte, por lo que su altitud va de 0 a 1 500 metros sobre el nivel del mar.
Limita al oeste con el municipio de Santa María Huazolotitlán, el municipio de San Andrés Huaxpaltepec, el municipio de Santa Catarina Mechoacán y el municipio de San Agustín Chayuco; al norte limita con el municipio de Santiago Tetepec y al noreste con el municipio de Tataltepec de Valdés; al este sus límites corresponden al municipio de Villa de Tututepec de Melchor Ocampo. Su frente sur lo forma la costa en el océano Pacífico.

## Demografía
De acuerdo a los resultados del Censo de Población y Vivienda realizado en 2020 por el Instituto Nacional de Estadística y Geografía; la población total del municipio de Santiago Jamiltepec es de 19 112 habitantes, de los cuales 9 159 son hombres y 9 953 son mujeres.
La densidad de población asciende a un total de 28.72 personas por kilómetro cuadrado.

### Localidades
El municipio incluye en su territorio un total de 39 localidades. Las principales, considerando su población del censo de 2020 son:
| Localidad                        | Población (2010) |
| -------------------------------- | ---------------- |
| Santiago Jamiltepec              | 10 387           |
| San José de las Flores           | 1 025            |
| Santa Elena Comaltepec           | 850              |
| Patria Nueva                     | 800              |
| Charco Nduayoo                   | 735              |
| San José Río Verde (La Boquilla) | 692              |
| Paso de la Reina                 | 519              |
| La Esperanza                     | 98               |
| Total municipio                  | 19 112           |

## Política
El gobierno del municipio de Santiago Jamiltepec es electo mediante el principio de partidos políticos, con en la gran mayoría de los municipios de México. El gobierno le corresponde al ayuntamiento, conformado por el presidente municipal, un síndico y el cabildo integrado por seis regidores. Todos son electos mediante voto universal, directo y secreto para un periodo de tres años que pueden ser renovables para un periodo adicional inmediato.

### Representación legislativa
Para la elección de diputados locales al Congreso de Oaxaca y de diputados federales a la Cámara de Diputados federal, el municipio de Santiago Jamiltepec se encuentra integrado en los siguientes distritos electorales:
Local:
- Distrito electoral local de 22 de Oaxaca con cabecera en Santiago Pinotepa Nacional.[4]

Federal:
- Distrito electoral federal 9 de Oaxaca con cabecera en Puerto Escondido.[5]